# 58605 Liutungsheng
58605 Liutungsheng è un asteroide della fascia principale. Scoperto nel 1997, presenta un'orbita caratterizzata da un semiasse maggiore pari a 2,3754290 UA e da un'eccentricità di 0,2251029, inclinata di 1,28250° rispetto all'eclittica.